# Асирийци в Турция
Асирийците (на сирийски: ܐܬܘܪܝܐ ܕܬܘܼܪܟܝܼ; на турски: Türkiye Süryaniler) са етническа група в Турция. Според оценки на Joshua Project техния брой е около 28 000 души, като 95 % от тях са християни. Заради издевателствата на ислямисти над християни по време на войната в Сирия много асирийци се заселват сред своята общност в Турция.
Асирийците в Истанбул се оценяват на около 18 000 души. В предградието Йешикьой на Истанбул, където има 17 000 души от сирийската християнска общност, през 2019 г. започват за пръв път от 100 г. строеж на християнска църква.

## Виж също
- Асирийски геноцид
- Асирийски новоарамейски език
- Новоасирийско царство